# 시베토로촌

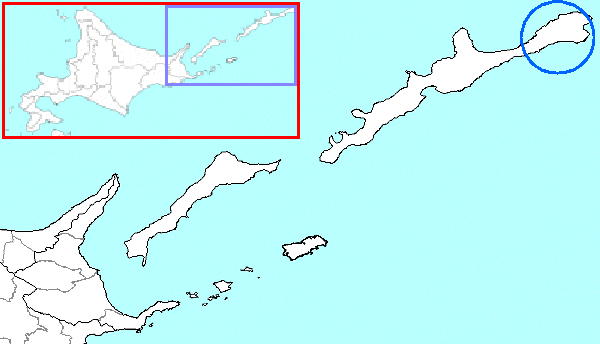
시베토로 촌의 위치

시베토로촌(일본어: 蘂取村)은 일본 홋카이도 네무로 지청 관내의 시베토로군에 있는 촌이다. 면적은 760.50km2이고 인구는 1940년 국세조사 때 881명이었다. 촌명의 유래는 아이누어의 ‘시·펫·오로’(シ・ペッ・オロ, 큰 강의 장소)이다.
이 지역은 러시아의 실질적인 지배 상태에 있다. 해당 지역의 영유권에 관한 자세한 것은 쿠릴 열도 및 쿠릴 열도 분쟁의 항목을 참조하라.

## 지리
이투루프섬(일본명: 에토로후섬) 동부에 있어 이투루프 해협에 접하고 있다. 지형은 대체로 험하고 활화산이 겹겹이 늘어서 있고 해발은 1200m 정도이다.

### 인접한 자치체
- 네무로 지청
  - 샤나군 샤나촌

## 역사
- 1869년 8월 15일 - 홋카이도 11국이 놓여져 지시마국 시베토로 군 시베토로 촌이 성립하였다.
- 1923년 4월 1일 - 군내의 오토이마우시 촌과 합병해 2급 정촌제를 시행하였다.
- 1945년 9월 하순 - 시베토로 촌에 소련군이 침공하였다.
- 1946년 2월 1일 - 소련 정부가 영유를 선언했다.
- 1948년 10월 - 주민이 강제송환으로 사할린섬에 보내졌다.